# Psychedelische Kunst

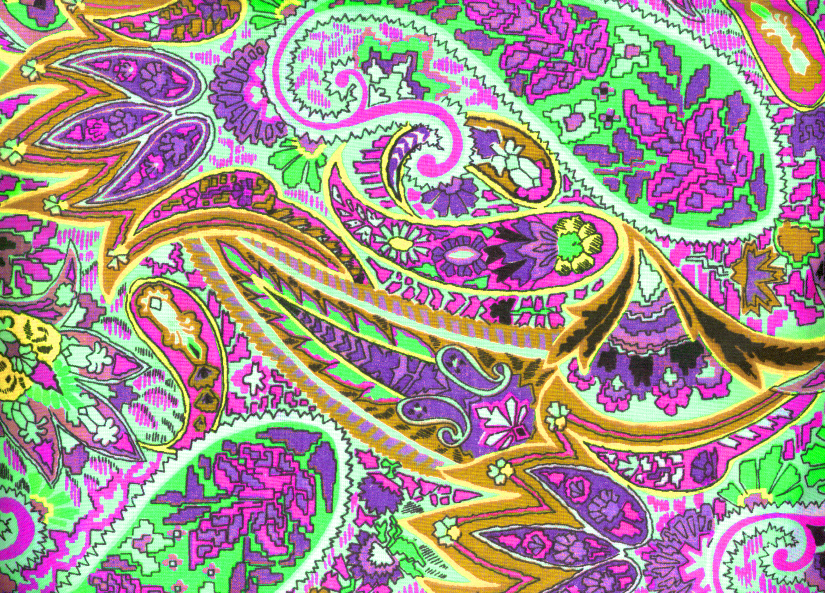
Um 1967 benutztes Stilmittel in der psychedelischen Kunst: das Paisleymuster

Psychedelische Kunst, oft auch englisch Psychedelic Art oder Psychedelia genannt, bezeichnet eine nicht eindeutig definierte Stilrichtung der Gegenwartskunst, die auf der experimentellen Verwendung bewusstseinserweiternder Drogen (Psychedelika) wie beispielsweise LSD, Mescalin oder Psilocybin basiert und versucht, diese Sinneseindrücke in bildender Kunst, Film, Musik und Literatur wiederzugeben, zu beschreiben, emotional zu manifestieren oder dem Betrachter unter Drogeneinfluss eine zusätzliche Stimulanz zu bieten.

## Begriffserklärung
Das Wort psychedelisch (ursprünglich aus griechisch ψυχη (psychḗ, „Seele“) und griechisch δῆλος (dẽlos, „offenbar“)) basiert auf einem ca. 1956 erstmals formulierten Neologismus des britischen Psychiaters Humphry Osmond im Briefwechsel mit dem Schriftsteller Aldous Huxley als Wortschöpfung für eine neue Art von Drogenwirkung auf die Seele.

## Beschreibung
In der Kombination aus akustischer und visueller Reizüberflutung kann psychedelische Kunst nicht nur den Eindruck einer Drogenerfahrung simulieren, sondern, auch in Form eines Flashbacks, triggernd und verstärkend wirken und im ungünstigen Fall epileptische Krämpfe oder Horrortrips verursachen. Reine psychedelische Kunst entsteht häufig in einem Zustand der Trance.
Viele vornehmlich aus dem englischsprachigen Raum stammende Undergroundkünstler, Designer, Maler, Schriftsteller und Musiker beriefen sich in Reflexion auf die gegenkulturelle Bewegung der 1960er Jahre, der Beat-Generation und der Hippiebewegung auf psychedelische Erfahrungen und verwandten diese in Wort, Ton und Bild. Die psychedelische bildende Kunst stellt das Pendant zur Psychedelic Rock Music dar und besitzt maßgeblichen Einfluss auf Grafikdesign und Gestaltung von Postern, Plattencovern und Underground Comix sowie auf Undergroundfilme, Lightshows und Mode.

## Stilmerkmale

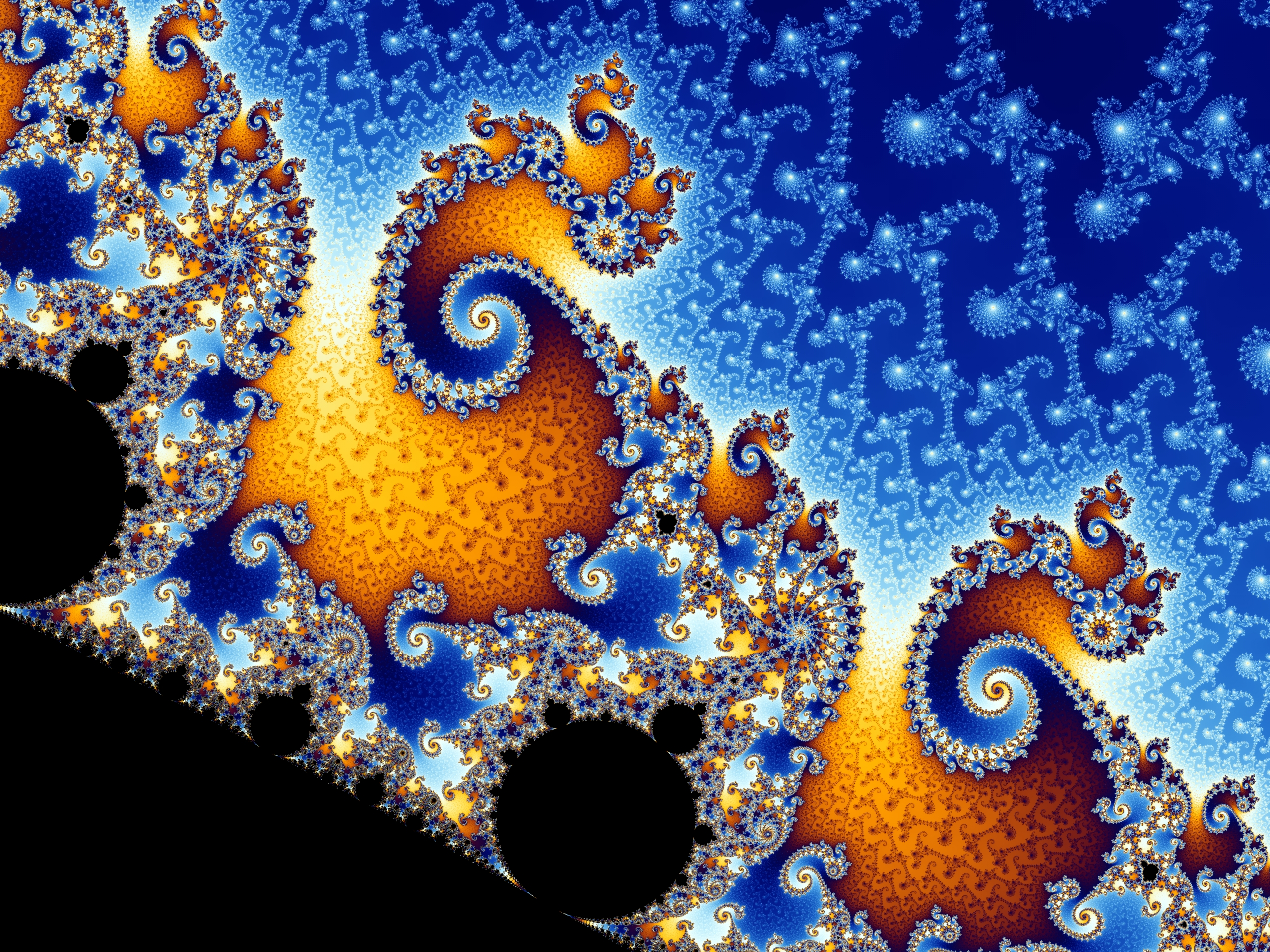
Ausschnitt der Mandelbrot-Menge

Die Grenzen zu einigen Erscheinungsformen der Op Art (z. B. Victor Vasarely oder Bridget Riley) und Pop Art (z. B. Andy Warhols Exploding Plastic Inevitable) sind fließend oder kongruieren; teilweise finden sich auch Parallelen zum magischen und phantastischen Realismus. Generell zeichnen sich psychedelische Kunstwerke durch folgende Merkmale aus:
- Die kontrastreiche Verwendung von kaleidoskopartigen Strukturen, Fraktalen (Mandelbrot-Menge u. a.), Labyrinthen, Spiralen oder Paisleymustern. Meistens werden heftige Farbkontraste in Form eines Farbe-an-sich- oder Komplementärkontrastes verwendet sowie Regenbogenfarben.
- Verwendung von grellen fluoreszierenden und phosphoreszierenden Farben und Leuchtmitteln, z. B. unter Verwendung von Schwarzlicht.
- In psychedelischen Zeichnungen und Malereien sowie in Objekten und Designs finden sich oft sehr detaillierte und stark stilisierte Figuren, die miteinander verschmelzen, sowie verschwimmende und sich immer neu bildende organische Formen, wie Blasen, Amöben oder Wellen in Animationen, Diaprojektionen und Filmen.
- Die kontinuierliche Wiederholung von Motiven und Verwendung von Collagetechniken.
- Verwendung von „unmöglichen Figuren“ und optischen Täuschungen (vgl. M. C. Escher)
- In Grafikdesign und Typografie finden sich stilistische Anleihen aus dem Jugendstil: überbordend geschwungene „weiche“ und ornamental verzierte Schmuckschriften mit farbigen Konturen und Schattierungen.

## Ursprünge

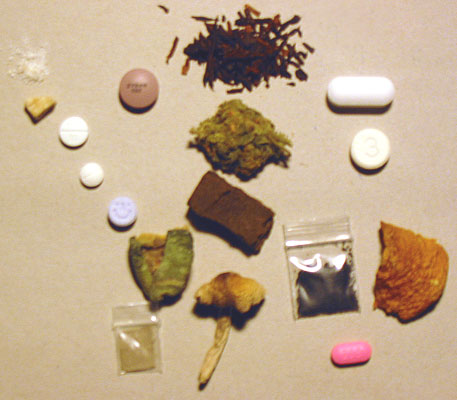
Psychoaktive Drogen

Obwohl die halluzinogene Wirkung verschiedener natürlich oder synthetisch erzeugter Substanzen bereits Anfang des vorigen Jahrhunderts bekannt war, begann die eigentliche systematische Erforschung psychotroper Stimulantien mit der Entwicklung des Lysergsäurediethylamids, dem LSD, durch den Schweizer Chemiker Albert Hofmann. Hofmann, der das neue Reagenz im Eigenversuch testete, berichtete von „unerhörten Farben- und Formenspielen, die hinter den geschlossenen Augen andauerten“ und von „kaleidoskopartig sich verändernden bunten phantastischen Gebilden in sich öffnend und wieder schließenden Kreisen und Spiralen“. Die bewusstseinsverändernde Wirkung der neuen Droge wurde schnell publik gemacht und fand vor allem durch klinische Tests des Psychiaters Oscar Janiger in den USA erhöhte Resonanz. Janinger testete die Droge an fünfzig unterschiedlichen Künstlern: jeder Proband sollte zunächst ohne Drogenkonsum ein Bild von einem Motiv seiner Wahl malen und im Anschluss das gleiche Sujet unter dem Einfluss von LSD wiederholen. Im Anschluss wurden die Bilder miteinander verglichen. Die Künstler waren überrascht von der Steigerung ihrer Kreativität. Vor allem in der Beatnikszene hatten psychotrope Substanzen raschen Zulauf; Literaten wie Allen Ginsberg, William S. Burroughs oder Timothy Leary propagierten die positive Wirkung der „Wunderdroge“ auf die menschliche Psyche und griffen dabei auch auf Kulturgut und Wissen der Naturvölker über natürlich vorkommende psychoaktive Substanzen wie halluzinogene Pilze oder den meskalinhaltigen Saft des Peyote-Kaktus zurück. Drogenexperimente zur Steigerung der Kreativität oder Erlangung einer religiös-mythischen Überhöhung des Geistes waren schon in frühen Kulturen bekannt. In der Neuzeit finden sich erste psychedelische Ansätze im Mystizismus, Symbolismus oder Surrealismus; bekannte Schriftsteller wie Charles Baudelaire, Arthur Rimbaud oder Edgar Allan Poe schilderten Experimente mit Haschisch, Absinth und Opium. Studien seit Anfang der 2010er legen nahe, dass psychoaktive Substanzen wie das in Cannabis natürlich vorkommende Phytocannabinoid THC die Kreativität beziehungsweise die Ideenoriginalität von Anwendern steigere, sodass Künstler durch den Einsatz von THC-haltigen Cannabis-Präparaten ihr divergentes Denken fördern würden. Um abstrakte oder komplexe Gedankenebenen zu erforschen, ist divergentes Denken verantwortlich für die horizontale Ausbreitung von Gedanken, eine Fähigkeit, die in der psychedelischen Kunst zur stilistischen Übersetzung von Gestaltungen und Motiven genutzt werden kann. Auch Psilocybin steht im Fokus einer Studie aus den Niederlanden; das im Körper umgewandelte Psilocin würde selektiv wirken und die Kreativität nicht nur divergent fördern. Auch das konvergente, also geradlinige Denken wäre bei Psilocybin-Anwendern gesteigert, welches im Wechselspiel mit divergentem Denken Kreativitätsprozesse bestimmt.

## Psychedelische Kunst und Designs in den 1960ern
Im Zuge der Flower-Power-Bewegung ging die stärkste Strömung der psychedelischen Kunst Mitte der 1960er von San Francisco aus. In Haight-Ashbury trafen sich die meisten Künstler der Hippieszene; es entstanden zahlreiche Poster, Publikationen und Flugblätter die entweder auf Konzertveranstaltungen, Drogenpartys oder Be-Ins hinwiesen. Viele der Künstler arbeiteten überdies mit Musikern und Musikgruppen wie Carlos Santana, Jefferson Airplane, Canned Heat u. a. zusammen und entwarfen deren Plattencover. Die Gestaltung bestand meistens aus floralen Ornamenten. Bekannte amerikanische Künstler waren Rick Griffin, Victor Moscoso, Stanley Mouse & Alton Kelley und Wes Wilson.
Auch in Europa verbreitete sich Psychedelia schnell: Pink Floyd ließen ihre Konzeptalben von der experimentellen Londoner Designgruppe Hipgnosis gestalten, die alsbald ein eigenes surreal angelehntes Design für die Band entwickelte. Das ebenfalls konzeptionelle Beatles-Album Sgt. Pepper’s Lonely Hearts Club Band steckt voller versteckter Anspielungen auf Bewusstseinserweiterung und psychedelischen Drogenkonsum und enthält u. a. Abbildungen von Protagonisten wie Burroughs, Huxley oder dem Mystiker und Okkultisten Aleister Crowley. Der daran angekoppelte Trickfilm „Yellow Submarine“ unter der Art Direction des deutschen Grafikers Heinz Edelmann verbindet in leuchtenden Farben Pop Art mit Psychedelia.
Anfang der 1970er Jahre kam eine Zäsur: Mit Ende des Vietnamkriegs, dem Abklingen von Flower-Power und Hippietum einerseits und den mittlerweile überkommenden „Swinging Sixties“ und deren zunehmender Kommerzialisierung andererseits verschwand bald das Interesse an der bunten blumenreich-dekorativen Drogenkunst.

### Künstler im deutschsprachigen Raum
Mitte der 1960er experimentierten auch im deutschsprachigen Raum zahlreiche Künstler mit psychogenen Drogen: der österreichische Maler Arnulf Rainer malte 1964–65 unter LSD-, Psilocybin- und Alkoholeinfluss.
Der Münchner Arzt und Kunstverleger Richard P. Hartmann verabreichte zwischen 1968 und 1970 im Max-Planck-Institut in München bildenden Künstlern LSD, um, wie er schrieb, „wertvolle Einblicke in den Malprozess“ zu bekommen. An der Reihe von Experimenten nahmen dreißig bildende Künstler aus dem deutschen Sprachraum teil. Der theoretische Hintergrund der Versuchsreihe, an der unter anderen Bernhard Jäger, Karl Otto Götz, Heinz Trökes und W. P. Eberhard Eggers teilnahmen, wurde von Hartmann ausführlich dokumentiert.
Der unter dem Etikett „psychedelischer Künstler“ gehandelte deutsche Maler Mati Klarwein, dessen Bild Annonciation von 1962 für das bekannte Album Abraxas von Carlos Santana verwendet wurde, bestritt, jemals unter Drogeneinfluss gemalt zu haben.

## Psychedelische Lichtshows
In Zusammenhang mit der Rockmusik entwickelte sich ab Mitte der 1960er die Lichtshow als neueste Form psychedelischer Kunst. Pink Floyd verwendeten mit als erste komplexe farbige Scheinwerferspots bei ihren Livekonzerten. In den Untergrund-Clubs des New Yorker Künstler- und Szeneviertels Greenwich Village entstanden die Vorläufer heutiger Diskotheken: Dia-, Film- oder Tageslichtprojektoren, deren Linsen zum Teil mit einer Emulsion aus bunten Ölfilmen behandelt wurden, warfen – nach dem Prinzip einer Lavalampe durch die Wärme bewegt – bunte, sich ständig veränderte Blasen und blubbernde Tropfen zum Rhythmus der Musik auf das tanzende Publikum; Dies wurde kombiniert mit Filmen die in unterschiedlichen Geschwindigkeiten auf Endlosschleifen abliefen. Verstärkt wurde alles durch reflektierende Spiegelkugeln, Stroboskope oder pulsierende Lichterschläuche. Die Wände dieser Lichtshows waren meist mit fluoreszierenden Farben bemalt, die unter Verwendung von Schwarzlicht grell bunt leuchteten. Andy Warhol griff diesen Trend für die Eastside auf und nutzte die Idee zunächst für seine eigenen Partyevents in der legendären „Silver Factory“ und später als Lichtshow für die Liveauftritte der von ihm protegierten Rockband The Velvet Underground und der Sängerin Nico. Warhol nannte diese Happenings Exploding Plastic Inevitable. An der kalifornischen Westküste waren vorrangig die Brotherhood of Light verantwortlich für viele Lichtshows von Psychedelic-Rock-Konzerten u. a. von The Jimi Hendrix Experience, Led Zeppelin oder Grateful Dead. Siehe auch: psychedelische Musikvisualisierung

## Psychedelische Underground Comix
Hauptartikel: Underground Comix
Psychedelische Publikationen der Gegenkultur mit gesellschaftskritischen, politischen oder sexuell-pornografischen Aussagen fanden sich vor allem in einem neuen Genre des Comics: Den Underground Comix. Zu den wichtigsten Vertretern zählt Robert Crumb, der mit der Serie „Fritz the Cat“ für Zap Comix großen Erfolg hatte (später verfilmt von Ralph Bakshi), sowie Gilbert Shelton, Art Spiegelman, Robert Williams oder S. Clay Wilson. Meistens handelten die Comix von Drogenbeschaffung und -konsum und allen erdenklichen Varianten von Sex, Drugs and Rock ’n’ Roll. In einem Comic zeichnete Crumb den LSD-Guru Timothy Leary selbst als Comicfigur.

## „LSD-Kunst“ und „Blotter Art“

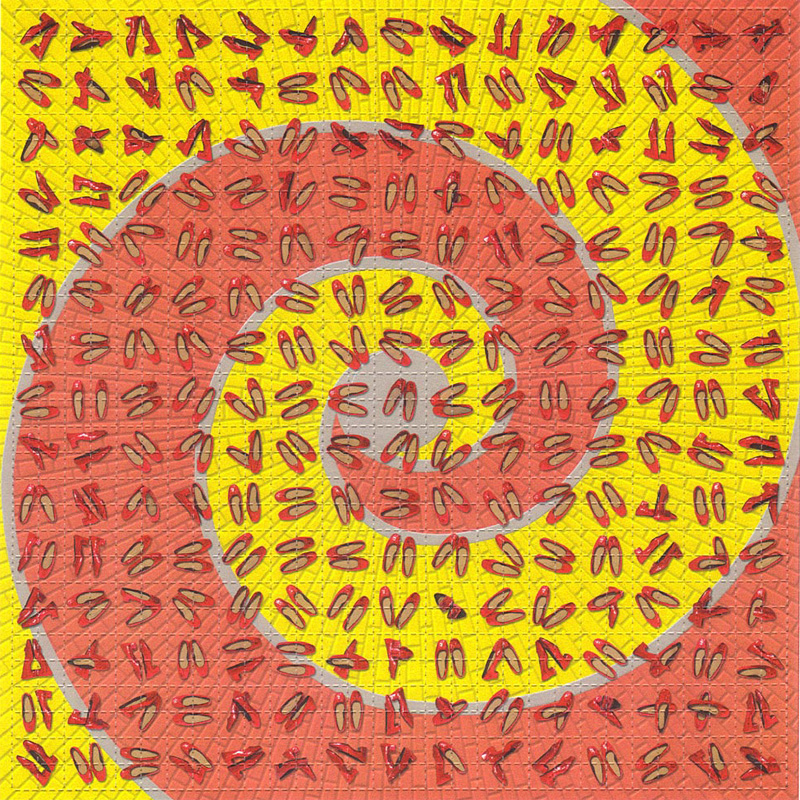
„Ruby Slippers“ – LSD-Bogen (LSD blotter paper) mit 900 „Tickets“

Auch bei der Gestaltung der LSD-Trips selbst, den sogenannten „Tickets“ entwickelte sich bald kreatives Potential. Wurde die Droge anfangs noch auf simplen unbedruckten Löschpapierfetzen oder Würfelzucker aufgebracht, fand man bald eine dekorativere wie professionellere Art der Gestaltung, wobei das LSD einfach auf perforierte Briefmarkenbögen aufgetragen bzw. „gedruckt“ wurde. Zum einen konnten so Menge, Stärke und Handelswert der Trips besser berechnet werden, zum anderen bot die Fläche viel Freiraum für die Gestaltung des sogenannten LSD-Blotters (dt. Löschpapier), den LSD-beschichteten mosaikähnlichen Quadratzellen. Ein Bogen Blotterpaper besteht zumeist aus perforierten Reihen von 15 Quadraten (squares) mit 4 Tickets. Im Laufe der Zeit wurden aus einfachen Drogenküchen immer komplexere LSD-Druckereien die schlussendlich mit Vierfarbdruck und aromatisierter Gummierung arbeiteten. Mittlerweile bieten zahlreiche Postershops drogenfreie „Blotter Art“ als Wandschmuck an. Psychedelische Sujets finden sich auch in der Batik (Tie-dye) oder auf Quilts. Die Motive reichen dabei von kitschigen bunten Tier- und Science-Fiction-Fantasiefiguren mit Elementen fernöstlicher oder indianischer Mystik hin zu komplizierten grafischen Mustern, die sich wiederum, ob der quadratischen Form, das mathematische Grundgerüst von Fraktalen zunutze machen.

## Psychedelische Kunst im digitalen Zeitalter
Die ersten einfachen Fraktal-Animationen wurden noch analog mittels Videorückkopplungen am Fernsehbildschirm erzeugt. Die zunehmende Computerisierung mit ständig verbesserter und kostengünstiger Grafiksoftware erlaubte es jedoch bald einem breiten Publikum, eigene digitale psychedelische Visionen und fantastische Traumwelten zu erschaffen. Schnell am Rechner generierte Fraktale fanden Einzug als Bildschirmschoner und vermischten sich mit Realbildern; Morphing- und Rendering-Software und andere Programme der digitalen Bildbearbeitung boten plötzlich die uneingeschränkte Freiheit, Irreales real werden zu lassen. Der vom LSD-Papst Timothy Leary propagierte Satz „Turn on, Tune in, Drop out!“ bekam nun eine neue moderne Bedeutung, indem sich jedermann in Form von Avataren von den Zwängen seiner irdischen Hülle befreien konnte, um ein neues kosmisches Bewusstsein in der eigenen virtuellen Traumwelt, dem Cyberspace, zu erlangen. Leary befasste sich in seinen späten Jahren selbst mit der neuen digitalen Welt, sprach vom „New LSD“ und meinte, der Computer erlaube es, „den eigenen Geist zu handhaben, Hirnströme zu aktivieren – genau wie es auch LSD tut, nur besser“. Die geschlechterübergreifende Verschmelzung, Auflösung und Wiedergeburt, wie sie schon in der Hippie-Ära angestrebt wurde, und das Erlangen eines psychedelischen Nirwanas fanden nun digital jenseits des Real Life statt und begründeten eine neue Gegenkultur: Die Netzkultur und mit ihr einhergehend die Netzkunst.
Parallel zur Weiterentwicklung halluzinogener Substanzen und der Kreation neuer Drogen wie MDMA (Ecstasy) oder GHB (Liquid Ecstasy) entstanden bald neue subkulturelle Trends, wie die Rave- und Techno/Tranceszene, welche wiederum eigene Ausdrucksformen für sich beanspruchten.